# كانتا شيبا
كانتا شيبا (باليابانية: 千葉 寛汰) لاعب كرة قدم ياباني، من مواليد 17 يونيو 2003، يلعب لنادي إيماباري على سبيل الإعارة من نادي شيميزو إس-بولس، ويلعب مع منتخب اليابان تحت 20 عامًا، حيث سجل 9 أهداف في تصفيات آسيا تحت 20 سنة 2023.

## روابط خارجية
- كانتا شيبا على موقع رابطة كرة القدم اليابانية للمحترفين (اليابانية)
- كانتا شيبا على موقع قاعدة بيانات كرة القدم.إي يو (الإنجليزية)
- كانتا شيبا على موقع Soccerway.com (الإنجليزية)
- كانتا شيبا على موقع عالم كرة القدم.نت (الإنجليزية)